# Marina Massironi
Marina Massironi (* 16. Mai 1963 in Legnano bei Mailand) ist eine italienische Schauspielerin.
Marina Massironi ist die Tochter eines Tischlers.
Erste Bühnenerfahrung sammelte sie im Theater für Kinder, bevor sie Anfang der 1980er Jahre Schauspiel studierte. Dort entschloss sie sich, auch Kabarett zu machen. 1985 traf sie auf Giacomo Poretti. Mit dem Trio Aldo, Giovanni & Giacomo trat Massironi in Fernsehproduktionen und später auch in Filmen auf.
Im Jahr 2000 engagierte sie der Regisseur Silvio Soldini, der sie in dem Film Nicht von dieser Welt (1999) gesehen hatte, für die Rolle der Grazia in dem Film Brot und Tulpen.
Marina Massironi war mit Giacomo Poretti verheiratet. Seit 1994 ist der Autor Paolo Cananzi ihr Lebensgefährte.

## Filmografie (Auswahl)
- 1997: Tre uomini e una gamba
- 1998: Così è la vita
- 1999: Nicht von dieser Welt (Fuori dal mondo)
- 1999: Tutti gli uomini del deficiente
- 2000: Brot und Tulpen (Pane e tulipani)
- 2004: Agata und der Sturm (Agata e la tempesta)
- 2010: Briefe an Julia (Letters to Juliet)
- 2021: Luca (Stimme)
- 2021–2022: Drei Meter über dem Himmel (Summertime), 2 Staffeln